# Parc Nacional Vatnajökull
El Parc Nacional de Vatnajökull és un dels tres parcs nacionals d'Islàndia. Inclou la glacera Vatnajökull i extenses zones dels voltants que inclouen els ja existents Parc Nacional Skaftafell al sud-oest i Jökulsárgljúfur al nord.
En general, els parcs nacionals són àrees que es consideren úniques per la seva naturalesa o el patrimoni cultural protegit. Les qualitats úniques del Parc Nacional de Vatnajökull són principalment la seva gran varietat de característiques del paisatge, creat per les forces combinades dels rius, gel glacial, i l'activitat volcànica i geotèrmica.

## Història
El Parc Nacional de Vatnajökull es va establir el 7 de juny del 2008. Originalment, el parc cobria una àrea de 12.000 km², però amb les recents incorporacions de Lakagigar, Langisjór i Krepputunga ara cobreix uns 14.200 km², o el 14% d'Islàndia, de manera que és el segon parc nacional més gran d'Europa en termes de mida de l'àrea després de Yugyd Va a Rússia.

## Geografia i geologia
Vatnajökull és la glacera més gran d'Europa, amb una superfície de 8.100 km². Generalment fa un gruix de 400-600 m i en determinats llocs més de 950 metres, en el gel glacial amaga una sèrie de muntanyes, valls i altiplans. Fins i tot amaga alguns volcans centrals actius, de les quals Bárdarbunga és el més gran i Grímsvötn el més actiu. Mentre que la capa de gel s'eleva al seu més alt a més de 2.000 m sobre el nivell del mar, a la base de la glacera arriba al seu punt més baix de 300 m sota el nivell del mar. Enlloc d'Islàndia, amb l'excepció de la glacera de Mýrdalsjökull, fa més caiguda precipitació o més fuita d'aigua al mar que al costat sud de Vatnajökull. De fet, tant l'aigua s'emmagatzema actualment en Vatnajökull que el riu d'Islàndia amb el major flux, riu Ölfusá, necessitaria més de 200 anys per realitzar aquesta quantitat d'aigua al mar.